# GEO (revistă)
GEO este o revistă lunară de popularizare a științei din Germania, similară cu revista National Geographic. A fost lansată în anul 1976. În anul 2006, revista însuma peste 10 milioane de cititori pe ediție. În noiembrie 2005, revista a fost lansată și în România, de către grupul Motor Presse Romania.
Prima ediție în limba română a revistei Geo a fost lansată în 2003 de către Sanoma Hearst, dar au editat doar 6 numere.
A doua încercare de a reveni pe piața din România s-a soldat și ea cu un eșec, revista revenind la chioșcuri în 2005 și a avut o viață mai lunga, de 3 ani, ultimul număr fiind din martie 2008.